# Colwyn Bay
Colwyn Bay är en kuststad och community i kommunen  Conwy i norra Wales. Staden har cirka 30 000 invånare, vilket även inkluderar de tätbebyggda delarna av Old Colwyn, Mochdre och Rhos-on-Sea som är sammanväxta med Colwyn Bay. Communityn Colwyn Bay som omfattar centrala Colwyn Bay och närliggande landsbygd har cirka 11 000 invånare.
I Colwyn Bay fanns den berömda piren Victoria Pier som erbjöd olika nöjen, med huvudfokus på spelautomater. Piren stängdes 2009 och revs 2018. Här spelades även snookerturneringen Premier League 2004. I Colwyn Bay ligger även djurparken Welsh Mountain Zoo.

## Kända personer
Från Colwyn Bay kommer bland andra:
- Timothy Dalton, James Bond-skådespelare
- Terry Jones, medlem av Monty Python-gänget